# Genova (cognome)
Genova è un cognome di lingua italiana.

## Varianti
De Genova, Genoese, Genoino, Genovese, Genovesi, Genua, Genuardi, Genuini.

## Origine e diffusione
Cognome tipicamente meridionale, è tipico campano, calabrese e siciliano e compare raramente in Italia centro-settentrionale.
Potrebbe derivare dal toponimo Genova.
La variante Genovese copre lo stesso areale.

## Persone
- Bruna Genovese (1976-) – maratoneta italiana
- Camillo Genovese (1755-1797) – poeta e storico italiano
- Francantonio Genovese (1968-) – politico italiano